# The Telltale Head
«The Telltale Head» (укр. «Історія однієї голови») — восьма серія першого сезону мультсеріалу «Сімпсони», прем'єра якої відбулась 25 лютого 1990 року у США на телеканалі «Fox».

## Сюжет
Розлючений натовп переслідує Гомера і Барта вулицями Спрінґфілда. Сімпсони несли голову статуї засновника свого міста Джебедаї Спрінґфілда. Коли натовп їх таки наздоганяє й оточує, Барт починає пояснювати події попереднього дня…
Після того, як Барт пішов із сім'єю до церкви, Мардж заборонила Барту дивитися жорстокий фільм «Космічні мутанти 4». Пізніше хлопчик зіткнувся з трьома хуліганами Спрінґфілда: Джимбо, Кірні та Дольфом. Вони запрошують Барта крадькома пробратися в кінотеатр, щоб подивитися «Космічні мутанти 4». Після того, як менеджер вигнав їх із кінотеатру, банда обікрала магазин «Квікі-Март».
Далі хлопці жбурляли камінням у статую Джебедаї Спрінґфілда. Барт спершу вагається, бо засновник допомагав містянам у скрутні часи, але під впливом розбишак Барт кинув камінь межи очі.
Згодом Барт з хуліганами лежачи на траві розглядали хмари. Барт зауважив, що одна хмара нагадує статую Джебедаї, але без голови. Його нові друзі зауважили, що було б круто, якби хтось обезголовив статую. Коли Барт не погоджується, хулігани висміюють його та проганяють.
Засумнівавшись, Барт запитує Гомера, чи можна йти на компроміс зі своїми переконаннями заради популярності? Гомер відповідає, що популярність дуже важлива в житті. Тож тієї ночі Барт наважується: він вислизнув з дому і без свідків обезголовив статую.
Наступного дня злочин сколихнув місто. Барт почувався винним у своєму вчинку, але йде до розбишак, щоб похизуватися. Однак, навіть вони розлючені скоєним і, злякавшись, Барт замовкає. Говорячи про відрубану голову хулігани блукали у хмарах, а насправді вони ладні напасти на винного, якби він був з ними. Барт почав боятися наслідків, якщо його дії розкриють, і його совість проявляється у вигляді відрубаної голови статуї, яка почала говорити з ним.
Не маючи терпіння це продовжувати, Барт, нарешті, зізнається своїй родині, що зробив. Як аргумент він наводить слова Гомера про важливість популярності, тож Сімпсон старший свідомлює, що також винен. Гомер взяв на себе відповідальність і супроводив Барта, коли той повертав голову до статуї.
Після розповіді Барт говорить, що його вчинок фактично зблизив місто Спрінґфілд, і натовп погоджується. Потім голову повертають до статуї, і всі прощають Сімпсонів.

## Виробництво
Ідея створення епізоду з флешбеків з'явилася в авторів давно.
У цій серії Сімпсони вперше йдуть до церкви.
У цій серії вперше з'являються: Другий Номер Боб, Отець Лавджой, Клоун Красті, Апу Нахасапімапетілон, Джимбо Джонс, Кірні Зізвіч, Дольф Старбін і Міс Олбрайт.

## Цікаві факти та культурні відсилання
- Назва серії є відсиланням до назви оповідання Едгара Аллана По «The Tell-Tale Heart» (укр. «Серце виказало»)[3].
- На початку серії на одному з рядків написано «Я бачив Елвіса» (англ. «I did see Elvis»)
- Другий Номер Боб вперше з'являється в цій серії, але у нього зачіска в стилі «афро», та й взагалі не схожий на майбутнього себе.
- Барт каже, що його розповідь триває 23:05, але довжина всієї серії складає тільки 22:45 (без врахування початкових титрів).
- Коли Барт прокидається і знаходить голову Джебедаї Спрингфілда в ліжку поруч, то це є відсиланням до сцени з відомого фільму «Хрещений батько»[3].
- Футбольний коментатор згадує про футболіста з прізвищем Володарський. Воллес Володарський — один зі сценаристів «Сімпсонів».